# 스티븐 올리버
스티븐 올리버(Stephen Oliver, 1941년 11월 29일 ~ 2008년 3월 5일)는 미국의 배우, 텔레비전 배우이다.

## 영화
- 레이디 제인 (1986년)
- 스크린 투 (1985년)
- 트로일러스와 크레시다 (1981년)
- 오델로 (1981년)
- 한여름 밤의 꿈 (1981년)
- 겨울 이야기 (1980년)
- 말괄량이 길들이기 (1980년)